# Artéria dorsal do pénis
A artéria dorsal do pênis é um ramo da artéria pudenda interna que ascende entre a crus do pênis e a sínfise púbica e, perfurando a fáscia inferior do diafragma urogenital, passa entre as duas camadas do ligamento suspensor do pênis, e corre para a frente no dorso do pênis até a glande, onde se divide em dois ramos, que suprem a glande e o prepúcio. As artérias dorsais fornecem perfurantes para os corpos cavernosos, porém sua contribuição para a função erétil é inconsistente. Por meio do fluxo retrógrado, eles ajudam a fornecer a pele do eixo distal. Além disso, eles dão ramos para as artérias circunflexas que suprem o corpo esponjoso. A maior relevância clínica está no caso de amputação traumática do pênis, a não realização da reanastomose das artérias dorsais leva à perda de pele.
No pênis, fica entre o nervo dorsal e a veia dorsal profunda, estando a primeira em sua face lateral.
Supre o tegumento e a bainha fibrosa do corpo cavernoso do pênis, enviando ramos através da bainha para anastomosar com a artéria profunda do pênis.

## Imagens adicionais

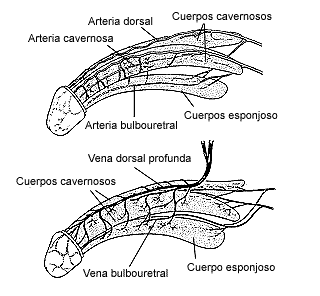
Artérias e veias do pênis
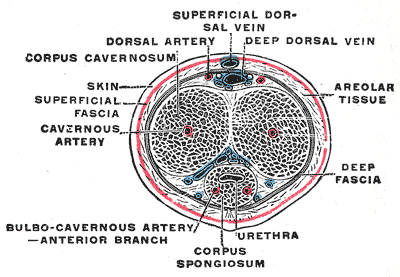
O pênis em corte transversal, mostrando os vasos sanguíneos.
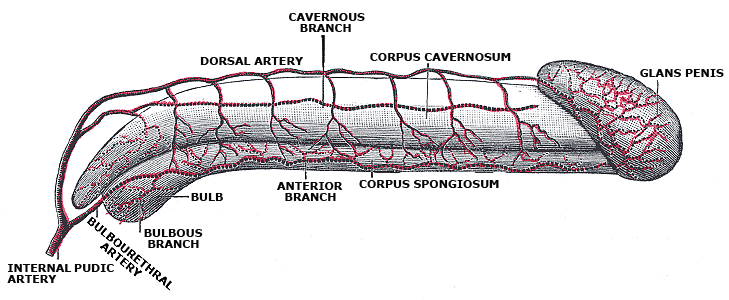
Diagrama das artérias do pênis.
Seção transversal do pênis